# Тлоктыёган
Тлоктыёган (устар. Тлоктлы-Еган) — река в России, протекает по Сургутскому району Ханты-Мансийского АО. Устье реки находится в 50 км по левому берегу реки Айкаёган. Длина реки составляет 130 км, площадь водосборного бассейна 950 км². Высота устья — 64,8 м над уровнем моря.

## Притоки
- В 22 км от устья, по правому берегу реки впадает река Савунъёган.
- В 26 км от устья, по левому берегу реки впадает река Комна-Мейта

## Данные водного реестра
По данным государственного водного реестра России относится к Верхнеобскому бассейновому округу, водохозяйственный участок реки — Обь от впадения реки Вах до города Нефтеюганск, речной подбассейн реки — Обь ниже Ваха до впадения Иртыша. Речной бассейн реки — (Верхняя) Обь до впадения Иртыша.
Код объекта в государственном водном реестре — 13011100112115200044864.